# Marcel Gecov
Marcel Gecov est un footballeur international tchèque né le 1er janvier 1988 à Prague.

## Carrière

### En club
Il évolue en tant que milieu de terrain au Śląsk Wrocław dans le championnat polonais depuis 2015.

### En sélection nationale
Marcel Gecov est international tchèque depuis sa sélection en match amical face à la Norvège le 10 août 2011, achevé sur le score de 3-0 en faveur de la Norvège. Depuis, il n'a jamais revêtu le maillot de l'équipe nationale.